# Ernest Gunther di Schleswig-Holstein-Sonderburg-Augustenburg
Ernest Gunther di Schleswig-Holstein-Sonderburg-Augustenburg (Löhne, 14 ottobre 1609 – Augustenborg, 18 gennaio 1689) fu un membro del casato degli Oldenburg che diede l'avvio alla linea collaterale degli Schleswig-Holstein-Sonderburg-Augustenburg, il cui nome derivò dal castello di Augustenborg, dal quale governò dal 1647 fino alla sua morte.
Era il terzo figlio di Alessandro di Schleswig-Holstein-Sonderburg e della contessa Dorotea di Schwarzburg-Sondershausen.

## Matrimonio e figli
Il 15 giugno 1651 sposò Augusta di Schleswig-Holstein-Sonderburg-Glücksburg (27 giugno 1633 - 26 maggio 1701), figlia del duca Filippo di Schleswig-Holstein-Sonderburg-Glücksburg e della principessa Sofia Edvige di Sassonia-Lauenburg. Ebbero dieci figli:
1. Federico (10 dicembre 1652 - 3 agosto 1692)
2. Sofia Amalia (25 agosto 1654 - 7 dicembre 1655)
3. Filippo Ernesto (24 ottobre 1655 - 8 settembre 1677)
4. Sofia Augusta (2 febbraio 1657 - 20 luglio 1657)
5. Luisa Carlotta (13 aprile 1658 - 2 maggio 1740), sposò il 1º gennaio 1685 il duca Federico Luigi di Schleswig-Holstein-Sonderburg-Beck
6. Ernestina Giustina (30 luglio 1659 - 18 ottobre 1662)
7. Ernesto Augusto (3 ottobre 1660 - 11 maggio 1731)
8. Dorotea Luisa (11 ottobre 1663 - 21 aprile 1721), badessa di Itzehoe dal 1686 alla morte
9. un figlio 18 dicembre 1665
10. Federico Guglielmo (18 novembre 1668 - 3 giugno 1714)

## Ascendenza
|                                                              |                           |                                           | Genitori                          |  |  | Nonni |  |  | Bisnonni                   |  |  | Trisnonni               |  |
|                                                              |                           |                                           |                                   |  |  |       |  |  | Cristiano III di Danimarca |  |  | Federico I di Danimarca |  |
|                                                              |                           |                                           |                                   |  |  |       |  |  | Cristiano III di Danimarca |  |  | Federico I di Danimarca |  |
|                                                              |                           | Anna del Brandeburgo                      |                                   |  |  |       |  |  | Cristiano III di Danimarca |  |  |                         |  |
| Giovanni di Schleswig-Holstein-Sonderburg                    |                           |                                           |                                   |  |  |       |  |  | Cristiano III di Danimarca |  |  |                         |  |
|                                                              |                           | Dorotea di Sassonia-Lauenburg             | Magnus I di Sassonia-Lauenburg    |  |  |       |  |  |                            |  |  |                         |  |
|                                                              |                           | Dorotea di Sassonia-Lauenburg             | Magnus I di Sassonia-Lauenburg    |  |  |       |  |  |                            |  |  |                         |  |
|                                                              |                           | Dorotea di Sassonia-Lauenburg             | Caterina di Braunschweig-Lüneburg |  |  |       |  |  |                            |  |  |                         |  |
| Alessandro di Schleswig-Holstein-Sonderburg                  |                           | Dorotea di Sassonia-Lauenburg             |                                   |  |  |       |  |  |                            |  |  |                         |  |
|                                                              |                           | Ernesto III di Brunswick-Grubenhagen      | …                                 |  |  |       |  |  |                            |  |  |                         |  |
|                                                              |                           | Ernesto III di Brunswick-Grubenhagen      | …                                 |  |  |       |  |  |                            |  |  |                         |  |
|                                                              |                           | Ernesto III di Brunswick-Grubenhagen      | …                                 |  |  |       |  |  |                            |  |  |                         |  |
| Elisabetta di Brunswick-Grubenhagen                          |                           | Ernesto III di Brunswick-Grubenhagen      |                                   |  |  |       |  |  |                            |  |  |                         |  |
|                                                              |                           | Margherita di Pomerania-Wolgast           | …                                 |  |  |       |  |  |                            |  |  |                         |  |
|                                                              |                           | Margherita di Pomerania-Wolgast           | …                                 |  |  |       |  |  |                            |  |  |                         |  |
|                                                              |                           | Margherita di Pomerania-Wolgast           | …                                 |  |  |       |  |  |                            |  |  |                         |  |
| Ernest Gunther di Schleswig-Holstein-Sonderburg-Augustenburg |                           | Margherita di Pomerania-Wolgast           |                                   |  |  |       |  |  |                            |  |  |                         |  |
|                                                              | Günther XL di Schwarzburg | Enrico XXXI di Schwarzburg-Blankenburg    |                                   |  |  |       |  |  |                            |  |  |                         |  |
|                                                              | Günther XL di Schwarzburg | Enrico XXXI di Schwarzburg-Blankenburg    |                                   |  |  |       |  |  |                            |  |  |                         |  |
|                                                              | Günther XL di Schwarzburg | Maddalena di Hohnstein                    |                                   |  |  |       |  |  |                            |  |  |                         |  |
| Giovanni Günther I di Schwarzburg-Sondershausen              | Günther XL di Schwarzburg |                                           |                                   |  |  |       |  |  |                            |  |  |                         |  |
|                                                              |                           | Elisabetta di Isenburg-Büdingen-Ronneburg | Filippo di Isenburg-Ronneburg     |  |  |       |  |  |                            |  |  |                         |  |
|                                                              |                           | Elisabetta di Isenburg-Büdingen-Ronneburg | Filippo di Isenburg-Ronneburg     |  |  |       |  |  |                            |  |  |                         |  |
|                                                              |                           | Elisabetta di Isenburg-Büdingen-Ronneburg | …                                 |  |  |       |  |  |                            |  |  |                         |  |
| Dorotea di Schwarzburg-Sondershausen                         |                           | Elisabetta di Isenburg-Büdingen-Ronneburg |                                   |  |  |       |  |  |                            |  |  |                         |  |
|                                                              |                           | Antonio I di Oldenburg                    | Giovanni V di Oldenburg           |  |  |       |  |  |                            |  |  |                         |  |
|                                                              |                           | Antonio I di Oldenburg                    | Giovanni V di Oldenburg           |  |  |       |  |  |                            |  |  |                         |  |
|                                                              |                           | Antonio I di Oldenburg                    | Anna di Anhalt-Zerbst             |  |  |       |  |  |                            |  |  |                         |  |
| Anna di Oldenburg-Delmenhorst                                |                           | Antonio I di Oldenburg                    |                                   |  |  |       |  |  |                            |  |  |                         |  |
|                                                              |                           | Sofia di Sassonia-Lauenburg               | Magnus I di Sassonia-Lauenburg    |  |  |       |  |  |                            |  |  |                         |  |
|                                                              |                           | Sofia di Sassonia-Lauenburg               | Magnus I di Sassonia-Lauenburg    |  |  |       |  |  |                            |  |  |                         |  |
|                                                              |                           | Sofia di Sassonia-Lauenburg               | Caterina di Braunschweig-Lüneburg |  |  |       |  |  |                            |  |  |                         |  |
|                                                              |                           | Sofia di Sassonia-Lauenburg               |                                   |  |  |       |  |  |                            |  |  |                         |  |